# 바르샤바 조약 (1970년)
독일연방공화국과 폴란드 인민공화국 사이의 상호관계정상화의 기초에 관한 조약(독일어: Vertrag zwischen der Bundesrepublik Deutschland und der Volksrepublik Polen über die Grundlagen der Normalisierung ihrer gegenseitigen Beziehungen, 폴란드어: UKŁAD między Polską Rzecząpospolitą Ludową a Republiką Federalną Niemiec o podstawach normalizacji ich wzajemnych stosunków)은 1970년 서독과 폴란드 인민공화국 사이에 체결된 조약이다. 바르샤바 조약(독일어: Warschauer Vertrag, 폴란드어: Układ PRL-RFN, 영어: Treaty of Warsaw)이라고도 한다.

## 경위
제2차 세계 대전이 끝난 이후 독일은 서독과 동독으로 분단되었고 이 과정에서 나치 독일의 영토였던 동프로이센, 실레시아, 포메라니아 등이 폴란드에 할양되었다. 이를 계기로 새롭게 형성된 독일과 폴란드의 국경선을 오데르-나이세선이라 한다. 동독은 1950년 7월 괴를리츠 조약을 체결해 오데르-나이세선이 독일과 폴란드 간 국경선임을 인정했지만 기민련-기사련 연립 내각을 이끌고 있던 서독의 콘라트 아데나워는 이를 인정하지 않았다.
하지만 1969년 서독에서 처음으로 집권한 사민당의 빌리 브란트가 아데나워의 정책을 뒤집고 동유럽과의 관계 개선에 나서면서 상황이 변했다. 브란트는 동유럽과의 관계 개선을 위해선 폴란드와의 새로운 국경선인 오데르-나이세선을 인정할 필요가 있었고 1970년 2월 두 나라는 바르샤바에서 관계 정상화를 위한 회담에 돌입했다.
이 무렵 서독은 소련과의 관계 개선에도 나섰고 모스크바에서도 비슷한 논의가 이어지고 있었다. 모스크바에서 서독은 오데르-나이세선을 인정할 수 있다는 뜻을 보였고 그 결과 8월에 모스크바 조약이 체결되었다. 모스크바 조약은 폴란드와의 협상에도 긍정적인 신호를 주었고 서독과 폴란드는 12월 바르샤바 조약을 체결했다.

## 내용
전문에서 두 나라는 평화적인 공존과 우호적인 관계 발전을 위한 항구적인 토대를 구축하기 위한 희망에서 조약을 체결했음을 밝혔다. 제1조에서 오데르-나이세선이 폴란드의 서부 국경임을 인정했으며 이 국경선은 결코 바뀌지 않고 독일은 폴란드에게 영토와 관련한 요구를 하지 않기로 약속했다. 제2조에서는 양국의 분쟁은 평화적으로 해결하며 무력 사용을 포기한다고 언급했다.

## 발효
모스크바 조약과 바르샤바 조약은 체결되고도 오랫동안 발효되지 못했다. 브란트는 오데르-나이세선을 승인하는 문제에 대해 서독의 오랜 여당이었고 지금은 야당이 된 기민련-기사련의 반대가 심하다며 서베를린의 안전을 보장받아야 한다고 강하게 요구했다. 소련도 이에 응하여 그 결과 베를린 4국 협정이 체결되었다. 이 협정이 1972년 비준되자 비로소 모스크바 조약과 함께 바르샤바 조약도 발효될 수 있었다.
하지만 브란트는 통일 이후 독일의 국경선은 독일 국민들의 자유로운 의사에 따라 결정돼야 한다며 독일이 통일된 후 국경선은 다시 논의돼야 한다고 주장했다. 이는 모스크바 조약과 바르샤바 조약에 반대하는 기민련-기사련을 의식한 발언이었다.
1990년 9월 2+4 조약을 계기로 서독이 완전한 주권을 회복했고 11월 독일-폴란드 국경 조약이 체결되면서 오데르-나이세선은 독일과 폴란드의 국경선으로 최종 승인되었다.

## 같이 보기
- 괴를리츠 조약
- 모스크바 조약
- 베를린 4국 협정
- 바르샤바의 무릎 꿇기

## 참고 문헌
- 손선홍 (2005). 《분단과 통일의 독일 현대사》. 소나무. ISBN 89-7139-545-1.